# Trésor de La Buse
 (décembre 2009).
 (octobre 2015).
Améliorez-le ou discutez des points à vérifier. 
Le trésor de La Buse est le trésor qu'aurait caché le pirate français Olivier Levasseur, dit La Buse, dans une ou plusieurs îles du sud-ouest de l'océan Indien, en particulier aux Seychelles, à Madagascar ou à La Réunion. Le cryptogramme appelé cryptogramme de La Buse permettrait de le localiser.

## La chasse au trésor
La chasse au trésor commence vers 1923 sur l'île de Mahé au sud des Seychelles, dans un terrain au bord de la mer appartenant à une certaine Madame Savy. Cette dame découvrit un jour des pierres sculptées sur le bord de la mer, et en inspectant les alentours elle dénicha d’autres rochers taillés de main d’homme.
Sur ces sculptures on pouvait distinguer des messages en langage sibyllin à moitié effacés par l’usure du temps. On distinguait des représentations d’animaux : chiens, serpents, tortues, chevaux et des formes d’objet ainsi que des êtres humains : une urne, des cœurs, une figure de jeune femme, une tête d’homme et un œil monstrueusement ouvert.
On avança alors l’hypothèse suivante : ces sculptures rupestres pouvaient se rattacher aux écritures idéographiques, indonésiennes et pascuanes, où l’on retrouve fréquemment le serpent et la tortue. Mais pour le reste un point d’interrogation subsistait.
Pour en savoir plus on effectua alors des fouilles et on découvrit près de l’œil deux cercueils contenant des restes humains en qui l’on identifia des pirates par l’anneau d’or de leur oreille gauche.
Les idées se joignant les unes aux autres, on en vint à l’hypothèse d’un trésor.
Mis au courant de cette découverte, un notaire de l’île se présenta à Madame Savy en lui déclarant qu’il avait en sa possession des documents concernant un trésor enfoui dans une île de l’océan Indien  et il était certain que la localisation du trésor ne soit possible qu’en confrontant les documents qu’il possédait et les signes figurant sur les sculptures.
Malheureusement, ce problème était bien plus difficile à résoudre que ce que le notaire avait cru.
Ses archives étaient composées d’un cryptogramme dont le déchiffrement (pensait-on) ne pouvait s’effectuer qu’à partir des Clavicules de Salomon (en fait, il s'agit d'un simple chiffrement par substitution mono-alphabétique), de deux lettres autographes, d’un testament et de documents rédigés en rébus ou du moins en écriture initiatique qui pouvait être mis en relation avec le symbolisme maçonnique.
Ces documents affirmaient explicitement l’existence d’un trésor (voire de plusieurs) localisé sur une île dans l’océan Indien. Cependant le nom de cette île aux trésors semble n'être mentionné nulle part sur le cryptogramme. Sur le testament de Nagéon de l'Estang en revanche, il mentionne "île de France", est-ce Maurice ? ou Madagascar ? anciennement appelé France orientale. Tout ceci laissait libre cours aux spéculations les plus hasardeuses.
La preuve d’un lien logique entre les différents documents du notaire n’était pas pleinement évidente. Malgré cela, la tradition rattacha le fabuleux trésor de la Buse à celui de Nagéon de L’Estang dit « Le Butin » en émettant l’hypothèse que les deux trésors ne formaient peut être qu’un, par voie de succession et de vol, ou bien, le testament de Nagéon de L'Estang ne serait qu'une tentative de déchiffrement du fameux cryptogramme dit "de la buse".

## Testament et lettres de Nageon de l'Estang
« Je pars m'enrôler et défendre la patrie. Comme je serai sans doute tué, je fais mon testament et donne à mon neveu Jean Marius Nageon de l'Estang, officier de la réserve, savoir : un demi-terrain rivière La Chaux au Grand-Port, île de France, et les trésors sauvés de l'Indus, savoir : j'ai naufragé dans une crique près des Vacoas et j'ai remonté une rivière et déposé dans un caveau les richesses de l'Indus et marqué B.N. mon nom. Mes écrits sont difficiles à lire par précaution; je dirais tout à Justin si je le retrouve.
Lettre du 20 floréal an VIII. Mon cher Justin, dans les cas ou la mort me surprendrait sans te voir, un ami fidèle te remettra mon testament et mes papiers. Je te recommande de suivre mes instructions et d'exécuter mes dernières volontés et Dieu te bénira. Par nos amis influents, fais-toi envoyer dans la mer des Indes et rends-toi à l'île de France à l'endroit indiqué par mon testament. Remonte la falaise allant vers l'est ; à vingt-cinq ou trente pas est, conformément aux documents, tu trouveras les marques indicatives des corsaires pour établir un cercle dont la rivière est à quelques pieds du centre. Là est le trésor. Par une combinaison étrange, les figures cryptographiques donnent à ce point nom B.N. Par mon naufrage, j'ai perdu beaucoup de documents ; j'ai déjà retiré plusieurs trésors ; il n'en reste que quatre enfouis de la même manière par ces mêmes corsaires, que tu trouveras par la clé des combinaisons et les autres papiers qui te parviendront en même temps. Le deuxième trésor de l'île de France se trouve dans la partie nord de cette dernière avec des marques pareilles. Avec la combinaison du cercle sur les lieux, et suivant les recommandations tu y parviendras comme pour celui de Rodrigues.
Frère bien aimé, je suis malade depuis la prise de Tamatave, malgré les soins de mon commandant et ami. Je suis faible, je crains la mort d'un moment à l'autre, je viens te parler une dernière fois cher Étienne et te faire mes recommandations suprêmes. Quand je serai mort, le commandant Hamon te fera remettre le peu que je possède et que j'ai économisé dans ma vie aventureuse de marin. Tu sais, cher Étienne, que le rêve de toute ma vie était d'amasser une fortune pour relever l'éclat de notre maison. Avec la bienveillance que le premier consul m'a témoignée après un fait d'armes glorieux, je serais parvenu. Mais comme Dieu, ne me permettra pas d'exécuter ce devoir et que je sens la mort près, jure-moi cher Étienne, d'exécuter mes volontés. Dans ma vie aventureuse et avant d'embarquer sur l'Apollon, j'ai fait pari (partie) de ces corsaires qui ont fait tant de mal à l'Espagne et à notre ennemi l'Anglais. Avec eux nous avons fait de jolies prises, mais à notre dernier combat sur les côtes d'Indoustan, avec une grosse frégate anglaise, le capitaine a été blessé et à son lit de mort m'a confié ses secrets et des papiers pour retrouver des trésors considérables enfouis dans la mer des Indes et en me demandant de m'en servir pour armer des corsaires contre l'Anglais ; il s'est assuré auparavant si j'étais franc-maçon. Mais j'avais cette vie errante en horreur, j'ai préféré m'enrôler régulièrement et attendre que la France soit calme pour retrouver ces trésors et y retourner. Jure-moi que ton fils aîné exécutera ma volonté et avec cette fortune relèvera un jour notre maison. Le commandant te remettra les écrits des trésors, Il y en a trois. Celui enterré à ma chère île de France est considérable. D'après les écrits, tu les verras : Trois barriques en fer et jarres pleines de doublons monnayés et lingots de trente millions et une cassette en cuivre remplie de diamants des mines de Visapour et de Golconde. »
Extrait de "Trésors du monde" Robert Charroux Édition J'ai lu 1962.

## Piste à Maurice
En juillet 2024 à Maurice, sept randonneurs découvrent des roches où sont inscrits des signes semblables à ceux du cryptogramme de La Buse, ainsi que plusieurs autres indices. Après quelques jours d'excavation, des pièces de monnaies sont découvertes sur les lieux.